# Amicalismo
L'amicalismo o amicale balali è un movimento politico-religioso diffuso nell'Africa equatoriale (soprattutto in Congo-Brazzaville), che si rifà all'attività di André Matswa (1899-1942).
Il movimento, che prende il nome dalla Société Amicale des originaires de l'Afrique Équatoriale ("Società di solidarietà per gli originari dell'Africa Equatoriale"), fondata da Matswa, giocò un ruolo importante nella lotta per l'indipendenza del Congo francese (ora Repubblica del Congo). I seguaci della religione che ne è derivata, si propongono di creare un "Cristianesimo nero" ed attendono il ritorno di Matswa, da loro chiamato "Jesus Matswa", come capo messianico.

## Storia
Il movimento derivò - come detto - dalla Société Amicale des originaires de l'Afrique Équatoriale, un'organizzazione assistenziale che il congolese André Matswa, vicino alle idee del comunismo, fondò a Parigi dopo la prima guerra mondiale (durante la quale aveva combattuto con le truppe francesi) allo scopo di dare un sostegno concreto ai lavoratori africani in difficoltà. Tale organizzazione si proponeva di realizzare la completa parità tra neri e bianchi.
L'organizzazione riscosse consensi soprattutto in Congo, dove si trasformò ben presto in un movimento politico, tanto che lo stesso Matswa fu più volte arrestato dalle truppe francesi.
Il movimento amicalista operò anche dopo la morte di Matswa, avvenuta nel 1942 in una prigione di Mayama, nei pressi di Brazzaville, e nel 1958 contribuì alla conquista dell'autonomia del Congo francese, che due anni dopo sarebbe divenuta indipendente a tutti gli effetti.
In seguito, l'amicalismo assunse le connotazioni di una religione di tipo salvifico vicino al Kimbanguismo e che si contrapponeva al cattolicesimo, indicando in Matswa il proprio Messia.

## Culto
Nel culto amicalista sono presenti elementi del Cristianesimo come il segno della croce.